# Índice de Whipple
El índice de Whipple (o de concentración), es un método de análisis de la población por edades creado por George Chandler Whipple.
Originalmente está destinado a medir la preferencia por los dígitos cero y cinco en conjunto de, el índice se ha adaptado para medir éstas tanto en uno como en dos dígitos cualesquiera. Este índice es utilizado en la evaluación de datos, se basa en la distribución desplegada de las edades. Es denotado por IW, tiene por objeto medir el nivel de atracción en las edades que ejercen uno o dos dígitos. 

## Cálculo
Para el caso de las edades terminadas en cero,  se obtiene sumando las edades de 23 a 62 años y relacionando los terminados en 0 de este grupo con la décima parte de la suma total. La selección de las edades de 23 a 62 años parece arbitraria, pero ha resultado ser la más adecuada según los test prácticos.
IW 0 = [ 10 (P30 + P40 + P50 + P60) ] / (P23 + P24 + … + P62)   X 100
Para el caso de las edades terminadas en 5 y 0, se obtiene sumando las edades de 23 a 62 años y relacionando los terminados en 5 y 0 de este grupo con la quinta parte de la suma total. 
IW 0,5 = [ 5 (P25 + P30 + P35 + P40 + P45 + P50 + P55 + P60) ] / (P23 + P24 + … + P62)   X 100
Donde Px, es la población de edad x.

## Interpretación
En ausencia de concentración el índice vale 100; si es inferior a este valor indicaría que hay repulsión de la edad involucrada; y para el primer caso, si todos los efectivos estuviesen concentrados en la edad cero tomaría el valor 1000, para el segundo caso, si todos los efectivos estuviesen concentrados en la edad 0 o 5 tomaría el valor de 500 que representaría la concentración máxima.  
Para calificar la preferencia de dígitos y la calidad de los datos censales con este indicador, Naciones Unidas propone la escala siguiente: valores del índice entre 100 y 105 señalarán datos muy precisos, de 105 a 110 relativamente precisos, de 110 a 125 aproximados, de 125 a 175 malos y de 175 y más, muy malos. 